# 台山市新宁中学
台山市新宁中学，简称新宁中学，是中国广东省江门市台山市的一所公办初级中学，位于台城街道沙岗湖路110号。台山市新宁中学前身为台山一中初中部，1999年后由一中分出，成为台山市实验初级中学。2003年，学校迁今址，后改为现名。

## 历史
台山市新宁中学前身为台山一中初中部，因市教育局制定方案调整初中和高中的布局，台山一中初中部于1997年停止招生，台山一中向完全高中转制。1999年后初中部由一中分离，名为台山市实验初级中学，由台山一中承办，采用社会力量办学形式。
2003年8月，学校搬迁至台城沙岗湖蝴蝶山畔（即沙岗湖路110号），后更名为台山市新宁中学。
2023年5月26日，新宁中学被设为台山市少年科学院分院。同年9月1日，原李树芬纪念中学改建为台山市新宁中学李树芬分校区并投入使用。新校区位于台城街道香雁湖庙坑10号，新建一栋教学楼、一栋宿舍楼和200米塑胶跑道操场，可容纳1,200名学生，与新宁中学本部共享教育资源，实行一体化办学。

## 办学情况
台山市新宁中学校训为“厚德、博学”，办学理念为“育人为本、自主发展、追求卓越”。
台山市新宁中学亦建立台山市新宁中学教育集团，成员学校包括育英中学、李谭更开纪念中学、新宁中学李树芬校区、碧桂园学校（初中部）、广旭学校（初中部）。